# Прехнер, Михаил Григорьевич
Михаил Григорьевич Прехнер (1911, Варшава — 1941, Таллин) — советский фотограф.

## Биография
Родился в 1911 году в Варшаве, в семье служащего Генриха Борисовича Прехнера и его жены Розы Гершковны (в девичестве Прейгер).
Фотографией Михаил Прехнер увлекся ещё школьником, а с 17-летнего возраста уже начал сотрудничество с газетами и издательствами.
В послевоенное время судьба творческого наследия Прехнера оказалась незавидной: ни одной выставки в СССР, ни персональной, ни коллективной. Работы Прехнера не воспроизводились и в книгах по истории советской фотографии. Была лишь одна журнальная публикация — к 60-летию со дня рождения и 30-летию гибели на войне (Михаил Григорьевич погиб, участвуя в оборонительных боях в Эстонии в качестве военного корреспондента).

## Семья

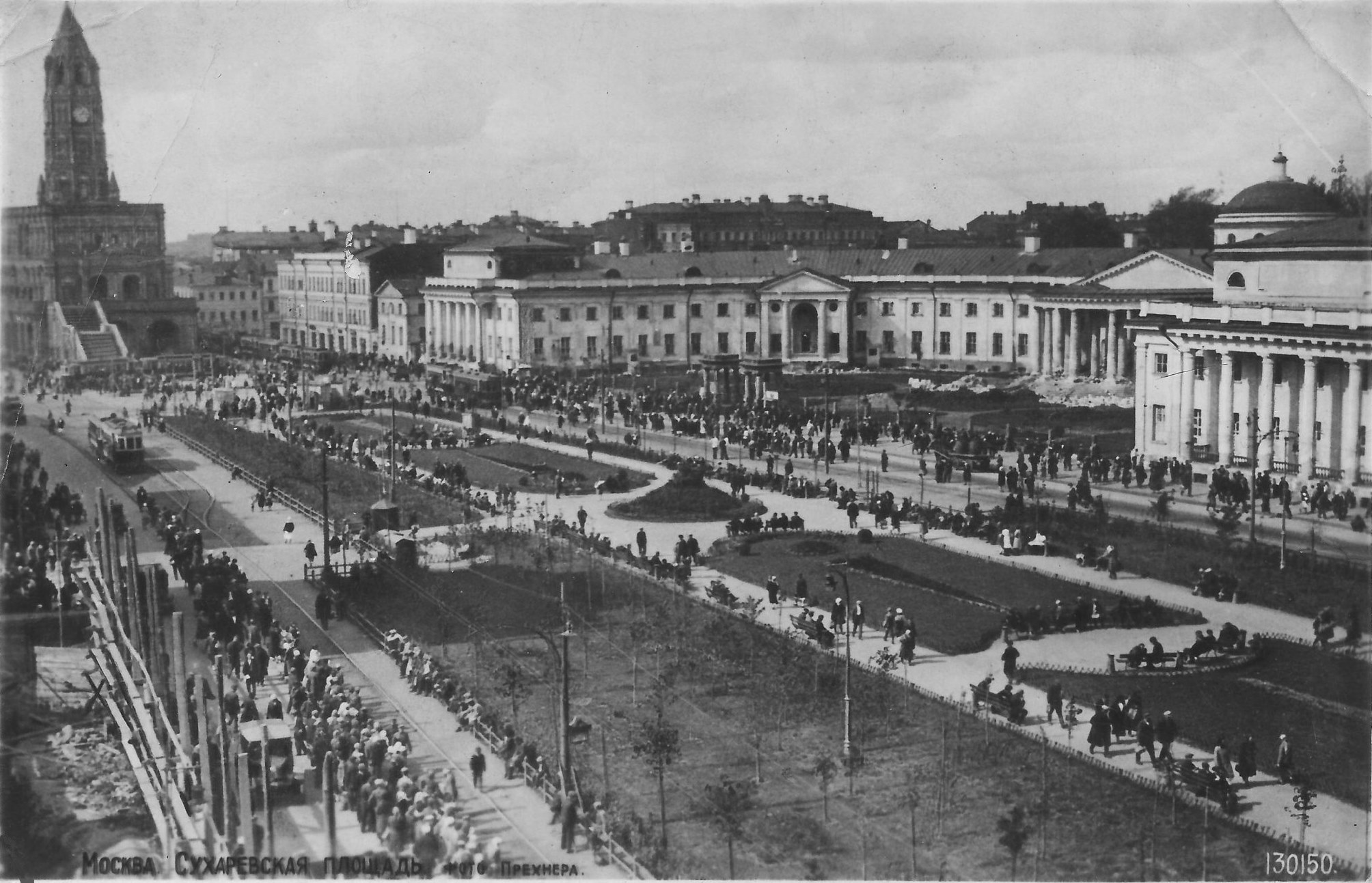
Москва. Большая Сухаревская площадь и Сухарева башня. Фото Прехнера.

- Брат — фотограф Макс Прехнер (1904—1982).
- Дочь — Наталья Михайловна Хренова.
- Двоюродные братья (со стороны матери) — Исаак Моисеевич Берклайд (1905—1991), учёный в области машиностроения, автор монографий «Датчики и измерительные головки» (1960) и «Контрольные автоматы: прогрессивные средства контроля размеров в машиностроении» (М.: Машгиз, 1961), ряда изобретений; художник Михаил Исаакович Эльцуфен (1913—1996). Двоюродная сестра — художник по костюмам Эдуарда Исааковна Эльцуфен (1911—2003), автор книги «Костюмы для сцены сделайте сами» (1960). Племянник — доктор химических наук, профессор Александр Борисович Терентьев (1933—2006), муж племянницы — Andrew Marcow, профессор музыки в Royal Conservatory of Music в Торонто (1942—2013).
- Внучатый племянник известного Кишиневского раввина Шломо Зальмана Прейгера.

## Персональные выставки
- 2013 — Мультимедиа Арт Музей, Москва.